# Woodrow Phoenix
Pour les articles homonymes, voir Phoenix.
Woodrow Phoenix est un auteur britannique de comics, écrivain, éditorialiste, illustrateur, graphiste, typographe et auteur de livres pour enfants.

## Publications
Phoenix est plus connu pour Bande d'arrêt d'urgence (Rumble Strip, publié en 2008), paru en France en 2013 chez Actes Sud - coll. « L'An 2 » : une non-fiction traitant des difficiles problèmes sociaux découlant de la dépendance de la société à l'automobile, qui a été recensée dans le London Times comme « une œuvre de génie totalement originale ».
Parmi ses autres créations solos, on peut noter The Sumo Family et The Liberty Cat. Le premier a débuté dans le magazine Escape (en) et a été publié chaque semaine dans l'édition dominicale du journal britannique The Independent, puis chaque mois à la fois dans le magazine Manga Mania et dans le magazine germano-suisse Instant. Le second a été publié au Japon par Kodansha dans le magazine Morning.
Des essais critiques de Phoenix sur la bande dessinée sont apparus dans les catalogues d'expositions à l'ICA de Londres et à l'Université de Sussex. Il est l'auteur d'un livre pour enfants intitulé Count Milkula: A Tale of Milk and Monsters!  (ISBN 9780954657659). Il est aussi l'auteur d'une étude culturelle Plastic Culture: How Japanese Toys Conquered the World  (ISBN 978-4-7700-3017-7), un regard en profondeur sur les jouets japonais, de l'après-guerre à nos jours, et leur effet sur l'imagination et de l'Occident ainsi que leur incidence sur les tendances de la conception et de la culture pop.
En 2011 Phoenix édite et dirige la production de Nelson à partir d'une idée originale de Rob Davis : c'est un roman graphique collectif révolutionnaire où 54 créateurs produisent les chapitres d'une seule histoire continue, une expérience d'écriture unique qui a reçu un énorme succès critique. Publié par Blank Slate Books (en), il a été élu « Roman Graphique du Mois » par le journal The Observer en novembre 2011. The Times l'a récompensé du « Meilleur Roman Graphique » de 2011, il a été nommé aux Eisner Award et a été élu « Livre de L'Année » au British Comic Awards 2012.
En 2012, Phoenix a écrit et conçu pour Blank Slate Books Felt Mistress: Creature Couture  (ISBN 978-1-9066533-2-3), un livre avec un design et des préoccupations sur la culture Pop similaires à celles de Plastic Culture, se focalisant sur le travail d'un duo créatif du Pays de Galles, Louise Evans et Jonathan Edwards.
Au printemps 2014 Phoenix termine un nouveau roman graphique She Lives, inhabituel par sa taille surprenante et sa présentation : un livre de 96 pages assemblé à la main, d'une surface d'un mètre carré. Le livre est relié, avec une austère surface noire montrant un caractère géant en relief. Chaque page intérieure est composée d'images dessinées à la main à l'encre de chine plutôt qu'imprimées, faisant de l'ensemble du livre, une œuvre originale dans l'art des comics. Dans un autre défi à la norme de production des comics, Phoenix ne veut pas imprimer ce travail de sorte qu'il ne peut être visible qu'en personne là où il est exposé. Cet objet unique a été exhibé pour la première fois lors de l'exposition à la British Library's Comics Unmasked de mai à août 2014.

## Biographie
Phoenix a grandi à Brockley, au sud de Londres, ses parents ayant émigré au Royaume-Uni depuis le Guyana aux alentours de 1958.
Il a étudié la typographie à l'université, et dans les années 1990 a été un lettreur pour la plupart des éditeurs de comics du Royaume-Uni, y compris Escape, Fleetway, Dark Horse UK, Toxic et Acme. Il a aussi lettré des romans graphiques pour Gollancz et Methuen.
Il a auto-publié plusieurs bandes dessinées pendant ce temps, dans le cadre de la Fast-Fiction collective commencée par Paul Gravett, avant de travailler en tant qu'artiste professionnel et écrivain pour les entreprises de comics britanniques et américaines.
La première collaboration de Phoenix a été avec Glenn Dakin (en) sur Sinister Romance, au titre comique qu'ils ont écrit, dessiné et édité ensemble. Quatre numéros ont été publiés dans la collection New Wave de Harrier Comics (en). Phoenix a depuis collaboré en tant qu'artiste et/ou écrivain avec Andi Watson, Matt Wagner, Alan Moore, Chris Reynolds, Chris Webster, Eddie Campbell, Rian Hughes, Gordon Rennie, Warren Ellis, Grant Morrison, Paul Grist, Evan Dorkin, Oscar Zarate, José Muñoz, Carl Silex, Ian Carney, Jake Carney, Zach Howard, Annie Caulfield et Steve Mai.
Avec le co-scénariste Ian Carney, Phoenix a créé une anthologie de bande dessinée appelée SugarBuzz, publiée par Slave Labor Graphics, mettant en vedette un casting de plus de 50 personnages. Le plus populaire, Pants Ant (en), a été en vedette dans un dessin animé de Cartoon Network; il a créé également la série Where's It At, Sugar Kat? (en), sur laquelle Walt Disney Pictures a pris une option pour des projets au cinéma et à la télévision.
Phoenix a été l'un des premiers créateurs de bandes dessinées occidentaux à paraître dans l'anthologie hebdomadaire de manga  Kodansha du magazine Comics Morning au Japon, en produisant un strip d'enquête mystère, appelé The Liberty Cat. Son œuvre est également publiée dans de nombreux recueils et collections de livres, y compris Grendel : Black White and Red (avec l'écrivain Matt Wagner), The Big Book of Death et The Big Book of Weirdos, It's Dark in London, édité par Oscar Zarate, The Brighton Book et Alan Moore: Portrait of an Extraordinary Gentleman.
Phoenix partage un studio à Londres, connu sous le nom de Détonateur avec deux artistes auteur de bandes dessinées , Ed "ILYA (en)" Hillyer et JAKe.

## Style artistique
L'œuvre de Phoenix est graphique et ludique, tout en étant reconnue pour son haut degré d'expérimentation formelle. Il puise dans des styles très différents, qui font que ses comics semblent être le travail de trois ou quatre créateurs complètement différents. Les dessins angulaires aux couleurs vives de The Sumo Family sont complètement différents de la tendance impressionniste granuleuse que l'on peut voir dans The Liberty Cat. Le trait élégant de Sherlock Holmes and The Vanishing Villain donne un style une nouvelle fois particulier et sans aucun rapport avec les nombreuses bandes dessinées de SugarBuzz! qui ont suivi. Son livre Bande d'arrêt d'urgence (Rumble Strip) est son approche la plus radicale par rapport à ses choix précédents, allant même jusqu'à se dispenser de personnages, en laissant seulement les décors.

## Œuvres

### Comics (sélection)
- The Sumo Family weekly comic strip in The Independent on Sunday, 1990
- The Sumo Family one-page color comic strip in Manga Mania magazine 1991–93
- The Liberty Cat 4 épisodes pour le magazine Comics Morning, Kodansha Japan 1993–94
- Sherlock Holmes in the Curious Case of the Vanishing Villain (Atomeka Press, Tundra Press 1993) avec Gordon Rennie.
- Lazarus Churchyard No. 2 (Tundra Press 1992) "Goodnight Ladies" pin ups by D'Israeli, Phil Winslade, Steve Pugh, Woodrow Phoenix, Duncan Fegredo, Garry Marshall and Gary Erskine.
- Sonic the Hedgehog in Sonic the Comic No. 2 and No. 5 (Fleetway Editions, 1993), scénariste : Mark Millar, dessins de Woodrow Phoenix
- Ecco the Dolphin in Sonic the Comic #13–18 (Fleetway Editions, 1993) auteur & lettreur: Woodrow Phoenix (lettreur sur #13–15 seulement), artistes: Chris Webster et Steve White
- ToeJam and Earl in Max Overload No. 1, #2 and No. 3 (Dark Horse UK, 1994) scénariste : Annie Caulfield, artiste: Woodrow Phoenix
- Eager Beaver (Missive Device) with Ian Carney (Slab-O-Concrete Publications, 1999)  (ISBN 1-899866-93-0)
- Sugar Buzz! avec Ian Carney, 9 numéros (SLG Publishing, 1998–)
- Sugar Buzz: Live at Budokan! (Slab-O-Concrete, 1999)  (ISBN 1-899866-33-7)
- The Skeleton Key/Sugar Kat special (SLG Publishing, 2000) avec Andi Watson, Ian Carney
- The Pants Ant Trouser Hour (SLG Publishing, 2001)
- Kitsune Tales (SLG Publishing, 2003) avec Andi Watson, artist
- Where's it at Sugar Kat: The Thin Of the Land (SLG Publishing, 2003)  (ISBN 0-943151-56-2)
- SugarBuzz! Your ticket to happiness (SLG Publishing, 2004)  (ISBN 1-59362-008-X)
- That's a Horse of a Different Colour (The DFC, ongoing weekly, 2008–)
- Donny Digits (The Guardian/The DFC, 2008)
- She Lives (Artists' book, edition of one, 2014)

### Animation
- Pants Ant (pilote, 2004) pour Cartoon Network, non diffusé
- Net Worth (2001) The Prudential
- Vicious Mouse (1999) MTV Asia

### Livres pour la jeunesse
- Count Milkula (2006) Mogzilla  (ISBN 0-9546576-5-9)
- Is That your Dog?  (Mammoth, 2001)  (ISBN 0-7497-4247-X)
- Baz the Biz (Mammoth, 1999)  (ISBN 0-7497-3630-5)

### Autres livres
- Plastic Culture: How Japanese Toys Conquered the World (Kodansha International, 2006)  (ISBN 978-4-7700-3017-7)
- Rumble Strip (Myriad Editions, 2008)  (ISBN 978-0-9549309-9-8)
- Felt Mistress: Creature Couture (Blank Slate Books, 2012)  (ISBN 978-1-9066533-2-3)

### Anthologies
- "End of the Line" in The Brighton Book (Myriad Editions, 2005)  (ISBN 0-9549309-0-8)
- The Slab-O-Concrete Inactivity Book with Craig Conlan, co-editor (Slab-O-Concrete Publications 2000)  (ISBN 1-899866-42-6)
- Grendel: Black White and Red (Dark Horse)
- "You are Here" in It's Dark in London (Serpent's Tail, 1997)  (ISBN 1-85242-535-0)
- "Nelson" as editor/contributor (Blank Slate Books, 2011)